# Xã Mercer, Quận Butler, Pennsylvania
Xã Mercer (tiếng Anh: Mercer Township) là một xã thuộc quận Butler, tiểu bang Pennsylvania, Hoa Kỳ. Năm 2010, dân số của xã này là 1.100 người.